# Rhadinomaeus rufipes
Rhadinomaeus rufipes là một loài bọ cánh cứng trong họ Cerambycidae.